# Provincia di Mersina
La provincia di Mersina (in turco Mersin ili) è una provincia della Turchia.
Dal 2012 il suo territorio coincide con quello del comune metropolitano di Mersina (Mersin Büyükşehir Belediyesi).

## Storia
La provincia fino al 2002 ha avuto il nome di provincia di Içel che poi fu cambiato in provincia di Mersina, per identificarla con il suo capoluogo e centro più rappresentativo. Il codice identificativo della provincia, basato sulla posizione in ordine alfabetico, è però rimasto invariato.

## Geografia antropica

### Suddivisioni amministrative

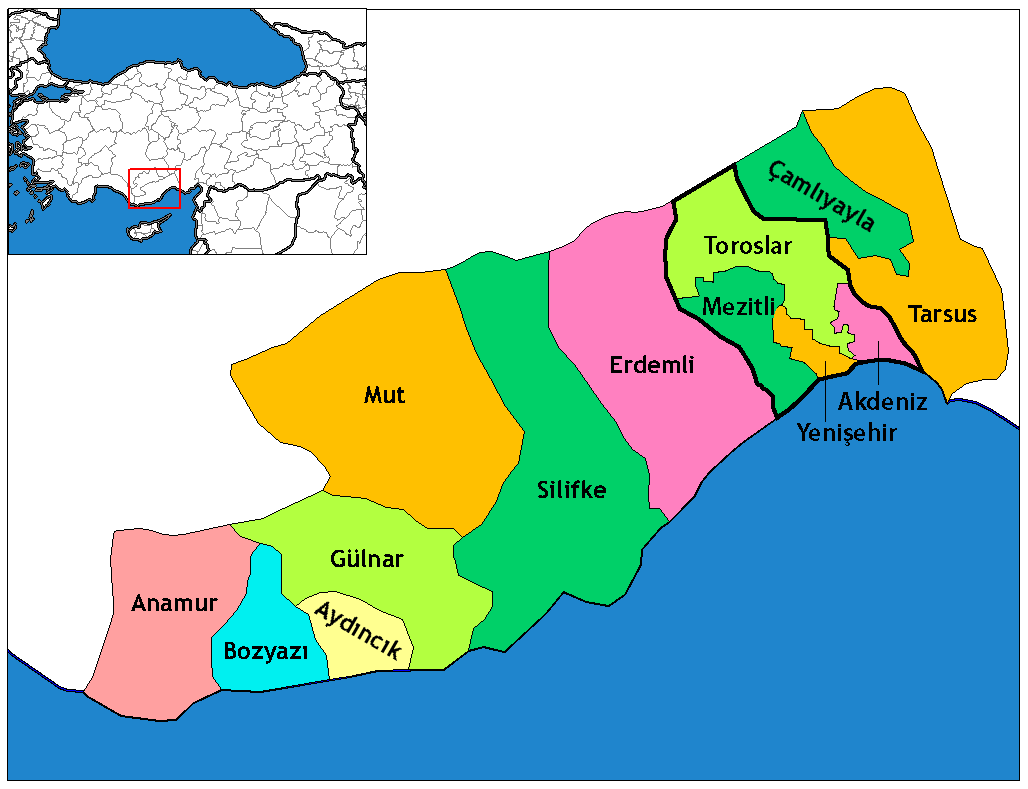
Distretti della provincia di Mersin

La provincia è divisa in 13 distretti: 	
- Anamur
- Akdeniz
- Aydıncık
- Bozyazı
- Çamlıyayla
- Erdemli
- Gülnar

- Mezitli
- Mut
- Silifke
- Tarso
- Toroslar
- Yenişehir

Fanno parte della provincia 70 comuni e 528 villaggi.
Fino al 2012 il comune metropolitano di Mersina era costituito dalle aree urbane dei distretti di Akdeniz, Mezitli, Toroslar e Yenişehir.